# Norbanus globulariae
Norbanus globulariae is een vliesvleugelig insect uit de familie Pteromalidae. De wetenschappelijke naam is voor het eerst geldig gepubliceerd in 1941 door Szelényi.